# المدرسة العصمتية (بغداد)
المدرسة العصمتية مدرسة تاريخية يعود تأسيسها إلى عهد المغول في العراق. كانت تقع في مدينة بغداد، بالمحلّة المعروفة بـ «مشهد عبيد الله» في منطقة الأعظمية. وقد شيدت عام 671هـ/1272 م، أي بعد خمسة عشر عاماً من سقوط بغداد. أمرت بإنشائها «شمس الضحى» شاه لبنى بنت عبد الخالق بن ملكشاه ابن السلطان صلاح الدين الأيوبي، وقد وقفتها على المذاهب الأربعة.
تقع المدرسة إلى جوار التربة التي دُفنت فيها شمس الضحى، أي في المقبرة المعروفة اليوم ب «أبو أربعة» في الجنوب الشرقي من ضريح الإمام أبو حنيفة في الأعظمية. يمكن تصنيف المدرسة كواحدة من جامعات بغداد التاريخية الأربعة (الجامعات الأخرى هي المستنصرية، البشيرية، والمسعودية)، إلا أنها لم تعد موجودة اليوم.